# Nine Lives (Steve Winwood)
| Recensione | Giudizio         |
| ---------- | ---------------- |
| AllMusic   | [ 1 ]            |
| Billboard  | (non verificata) |

Nine Lives è il nono album registrato in studio di Steve Winwood, uscito il 29 aprile 2008. Il penultimo risale al 2003.
Il primo singolo dell'album, Dirty City, con la presenza del chitarrista Eric Clapton, si attesta alla prima posizione nella classifica per tre settimane e perviene al secondo posto su AAA Radio
L'album esordisce al numero 12 nella classifica statunitense del Billboard 200, vendendo circa 26 000 copie nella prima settimana

## Brani
1. I'm Not Drowning (Steve Winwood, Peter Godwin) – 3:32
2. Fly (Winwood, Godwin, José Pires de Almeida Neto) – 7:49
3. Raging Sea (Winwood, Godwin, Neto) – 6:17
4. Dirty City (con Eric Clapton) (Winwood, Godwin) – 7:44
5. We're All Looking (Winwood, Godwin) – 5:25
6. Hungry Man (Winwood, Godwin, Neto) – 7:07
7. Secrets (Winwood, Godwin, Neto) – 6:41
8. At Times We Do Forget (Winwood, Godwin, Neto) – 5:57
9. Other Shore (Winwood, Godwin, Neto) – 6:41

## Musicisti e personale
- Richard Bailey – batteria
- Paul Booth – flauto, sassofono, fischio umano
- Tim Cansfield – chitarra
- Eric Clapton – chitarra
- José Pires de Almeida Neto – chitarra
- Karl Van Den Bossche – percussioni
- Steve Winwood – chitarra, organo, organo Hammond, voce

Produzione:
- Josh Cheuse – direttore artistico, design
- Tony Cousins – masterizzazione
- Sam Erickson – fotografia
- Juan Pont Lezica – fotografia
- Johnson Somerset – produttore associato
- James Towler – fonica, missaggio
- Steve Winwood – produttore